# Ansonia inthanon
Ansonia inthanon és una espècie de gripau de la família Bufònids.
És un petit gripau de rierol, que només mesura 22-26 mm de llarg. El seu hàbitat natural és a prop de torrents en bosc subtropical en terrenys inclinats. Està amenaçat per la pèrdua d'hàbitat per a l'agricultura, l'ús per la investigació mèdica (tot i que això no és una amenaça significativa) i per la granota toro americana que s'ha introduït. Tot i que només es coneix al parc nacional de Doi Inthanon i de Thongphaphum a la província de Kanchanaburi, no és estrany trobar-lo en un hàbitat adequat. L'espècie va ser descoberta recentment en una tercera localitat, el parc nacional de Doi Suthep a la província de Chiang Mai, i també pot existir en un hàbitat similar al nord de Tailàndia i al costat de Myanmar.